# Canoagem nos Jogos Pan-Americanos de 2007 - K-1 500 m masculino
A competição de K-1 500 metros masculino foi um dos eventos da canoagem nos Jogos Pan-Americanos de 2007, realizado no Estádio de Remo da Lagoa nos dias 26 e 28 de julho. 15 atletas disputaram a prova.

## Medalhistas
| Ouro   | MEX Manuel Cortina        |
| Prata  | CAN Angus Mortimer        |
| Bronze | BRA Edson Isaías da Silva |

## Resultados
Os quinze competidores foram divididos em duas séries na primeira fase. Os três melhores em cada série se classificaram para a final e os restantes disputaram a semifinal. Os três primeiros na semifinal juntam-se aos anteriormente classificados na final.

### Eliminatórias
A primeira fase foi disputada em 26 de julho.
| 1 | BRA Edson Isaías da Silva | 1m49s003 | QF |
| 2 | ARG Miguel Correa         | 1m49s989 | QF |
| 3 | URU Cristhian Vergara     | 1m53s267 | QF |
| 4 | VEN Marcel Benett         | 1m57s751 | QS |
| 5 | USA Bartosz Wolski        | 1m57s767 | QS |
| 6 | COL Miller Cabanzo        | 1m59s769 | QS |
| 7 | PUR Krishna Angueira      | 2m01s081 | QS |
| 8 | BOL Hebert Ramos          | 2m35s773 | QS |

| 1 | MEX Manuel Cortina      | 1m44s598 | QF |
| 2 | CAN Angus Mortimer      | 1m45s304 | QF |
| 3 | CUB Francisco Chacón    | 1m52s454 | QF |
| 4 | GUA Luis Arturo Estrada | 1m54s588 | QS |
| 5 | CHI Felipe Garrido      | 1m56s640 | QS |
| 6 | ECU Yautung Cueva       | 2m02s118 | QS |
| 7 | PAR Juan Grassi         | 2m18s922 | QS |

### Semifinal
A semifinal foi disputada em 26 de julho.
| Pos. | Atleta                  | Tempo    | Q  |
| ---- | ----------------------- | -------- | -- |
| 1    | VEN Marcell Benett      | 1m54s111 | QF |
| 2    | ECU Yautung Cueva       | 1m55s939 | QF |
| 3    | USA Bartosz Wolski      | 1m55s991 | QF |
| 4    | GUA Luis Arturo Estrada | 1m57s875 |    |
| 5    | PUR Krishna Angueira    | 1m57s919 |    |
| 6    | CHI Felipe Garrido      | 1m59s311 |    |
| 7    | COL Miller Cabanzo      | 2m00s677 |    |
| 8    | PAR Juan Grassi         | 2m21s455 |    |
| 9    | BOL Hebert Ramos        | 2m35s629 |    |

### Final
A final foi disputada em 28 de julho.
| Pos.   | Atleta                    | Tempo    |
| ------ | ------------------------- | -------- |
| Ouro   | MEX Manuel Cortina        | 1m45s350 |
| Prata  | CAN Angus Mortimer        | 1m46s094 |
| Bronze | BRA Edson Isaías da Silva | 1m47s696 |
| 4      | ARG Miguel Correa         | 1m49s550 |
| 5      | VEN Marcell Benett        | 1m51s170 |
| 6      | CUB Francisco Chacón      | 1m51s280 |
| 7      | URU Cristhian Vergara     | 1m52s278 |
| 8      | ECU Yautung Cueva         | 1m55s398 |
| 9      | USA Bartosz Wolski        | 1m55s664 |